# 20e régiment d'infanterie territoriale
Pour les articles homonymes, voir 20e régiment.
Le 20e régiment d'infanterie territorial est un régiment d'infanterie de l'armée de terre française qui a participé à la Première Guerre mondiale.

## Création et différentes dénominations
- 19 mars 1875 : le régiment reçoit son numéro en prévision de la mobilisation[1]
- 2 août 1914 : formation du 20e régiment d'infanterie territoriale[2]
- 10 février 1916 : dissolution de l'état-major régimentaire, les bataillons deviennent autonomes[2]
- 30 octobre 1916 : dissolution du 4e bataillon[3]
- vers mars 1918 : dissolution du 3e bataillon[4]
- juin 1918 : dissolution du 2e bataillon[4]
- 16 août 1918 : dissolution du 1er bataillon[5]

## Drapeau
Il ne porte aucune inscription.

## Historique
En garnison à Courbevoie, caserne Charras[réf. nécessaire].

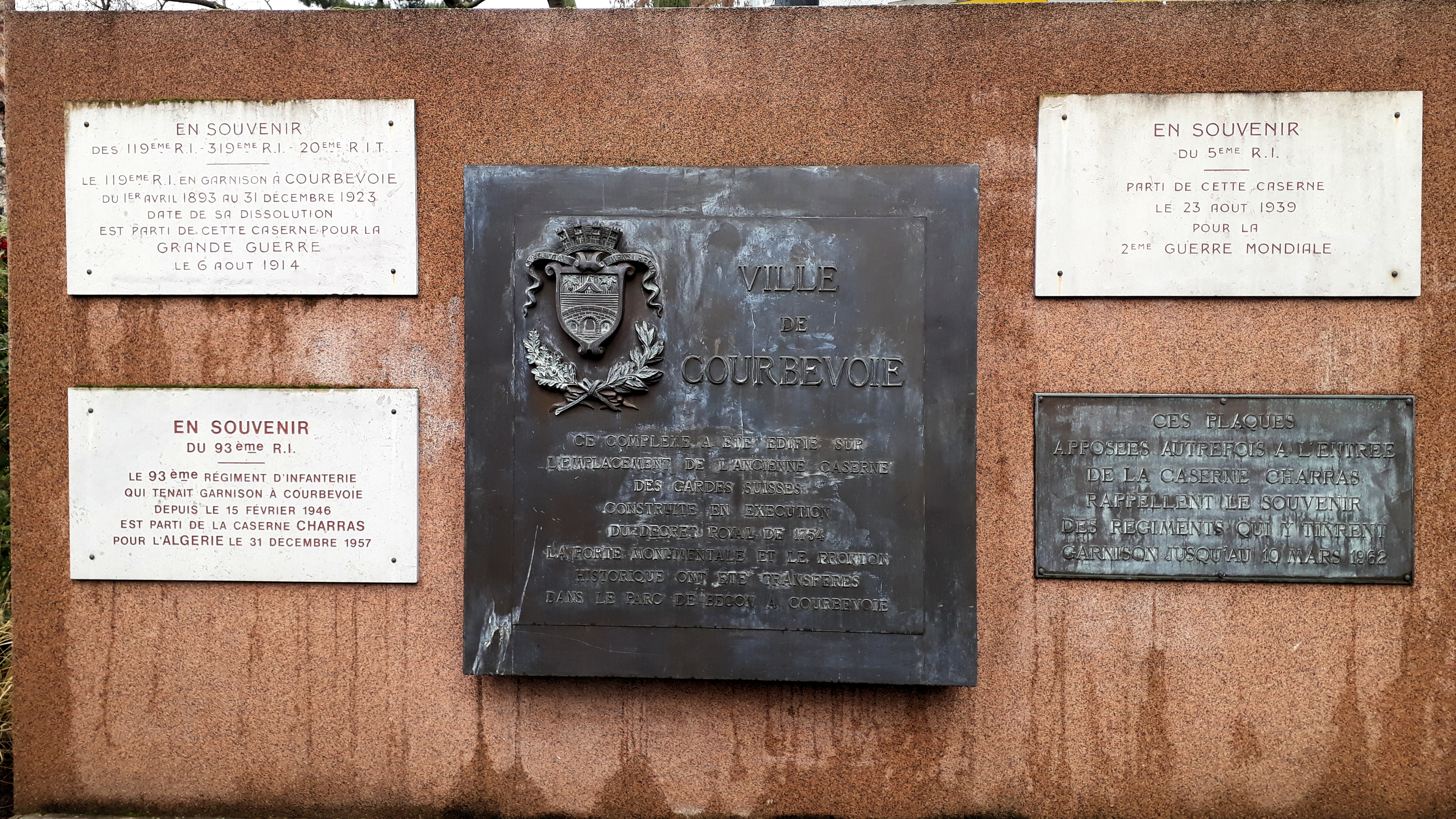
Plaque commémorative devant le centre commercial Charras (en 2018)

Le 20e RIT est un régiment d'étape, chargé de faciliter la logistique militaire, les trois puis quatre bataillons ont des missions séparées.

## Personnages célèbres ayant servi au20eRIT
- Charles Hoffbauer (1875-1957), peintre[7]
- Gaston Lavy, né le 9 août 1875 et mort à Paris en 1949, écrivain auteur d'un témoignage singulier sur la Grande Guerre de 14/18. Écrivant et dessinant à partir de 1920/21 et jusqu'en 1936 un livre de mémoires sur sa guerre au sein du 20e RIT (3e bataillon) puis au 37e : Ma Grande Guerre, Récit et Dessins par Gaston Lavy, Édition Larousse, 2004.